# جنرال الکتریک ال‌ام۱۶۰۰
جنرال الکتریک ال‌ام۱۶۰۰ (به انگلیسی: General Electric LM1600) یک توربین گازی دریایی و صنعتی ساخت شرکت جی‌ئی اوییشن در کشور ایالات متحده آمریکا است.